# Odontelia grazianii
Odontelia grazianii är en fjärilsart som beskrevs av Krüger 1933. Odontelia grazianii ingår i släktet Odontelia och familjen nattflyn. Inga underarter finns listade i Catalogue of Life.